# 札的駅
札的駅（さってきえき）は、北海道樺戸郡浦臼町字札的内にあった北海道旅客鉄道（JR北海道）札沼線（学園都市線）の駅（廃駅）である。事務管理コードは▲130215。

## 歴史

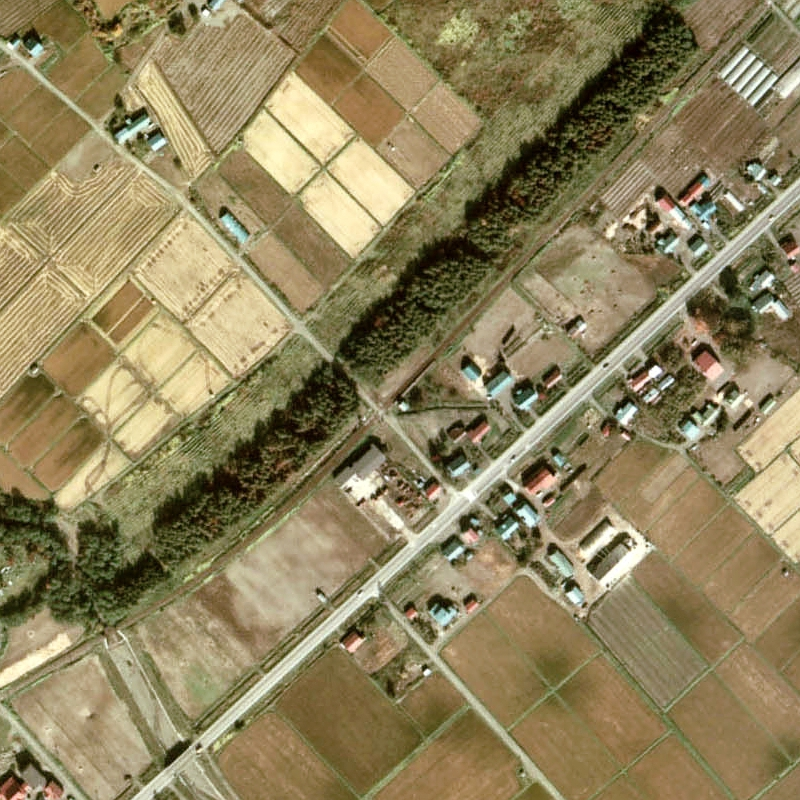
1976年の札的駅と周囲約500m範囲。左下が札幌方面。

- 1960年（昭和35年）9月1日：日本国有鉄道（国鉄）札沼線の駅として開業[1][3]。気動車の旅客のみを取り扱う駅員無配置駅[4]。
- 1987年（昭和62年）4月1日：国鉄分割民営化に伴い、北海道旅客鉄道（JR北海道）に継承[1]。
- 1991年（平成3年）3月16日：札沼線に「学園都市線」の愛称を設定[報道 2][報道 3][5]。
- 1996年（平成8年）3月16日：札沼線（学園都市線）のうち、当駅を含む石狩当別駅（現・当別駅） - 新十津川駅間でワンマン運転開始[5]。
- 2016年（平成28年）11月18日：JR北海道が「将来にわたり持続可能な形で安全最優先の鉄道事業を運営する社会的な使命を果たすため」に「当社単独では維持することが困難な線区」として、北海道医療大学 - 新十津川間を「鉄道よりもほかの交通手段が適しており（中略）バス等への転換について地域の皆様と相談を開始します」と表明。
- 2018年（平成30年）10月12日：沿線4町と道による「札沼線沿線まちづくり検討会議」にて、札沼線（北海道医療大学 - 新十津川間）の廃止・バス転換で合意。
- 2020年（令和2年）
  - 4月17日：新型コロナウイルス感染症（COVID-19）に関する緊急事態宣言により、4月18日から5月6日まで全列車運休措置。実質的な最終営業日となる[報道 4]。
  - 5月7日：北海道医療大学駅 - 新十津川駅間の廃止と共に廃駅となる[報道 1][新聞 1][新聞 2][新聞 3]。

### 駅名の由来
所在地名「札的内」より。「札的内」は現在の札的内川を指すアイヌ語の「サッテクナイ」（やせる・川）に由来し、乾季に水が干上がることからこの名がついたとされる。

## 駅構造
単式ホーム1面1線を有していた地上駅。石狩当別駅が管理していた無人駅。駅舎はなく、待合室が設置されていた。
2020年5月7日の北海道医療大学駅 - 新十津川駅間の廃止にあたって、同日未明にホームに設置されていた駅名標が撤去された。

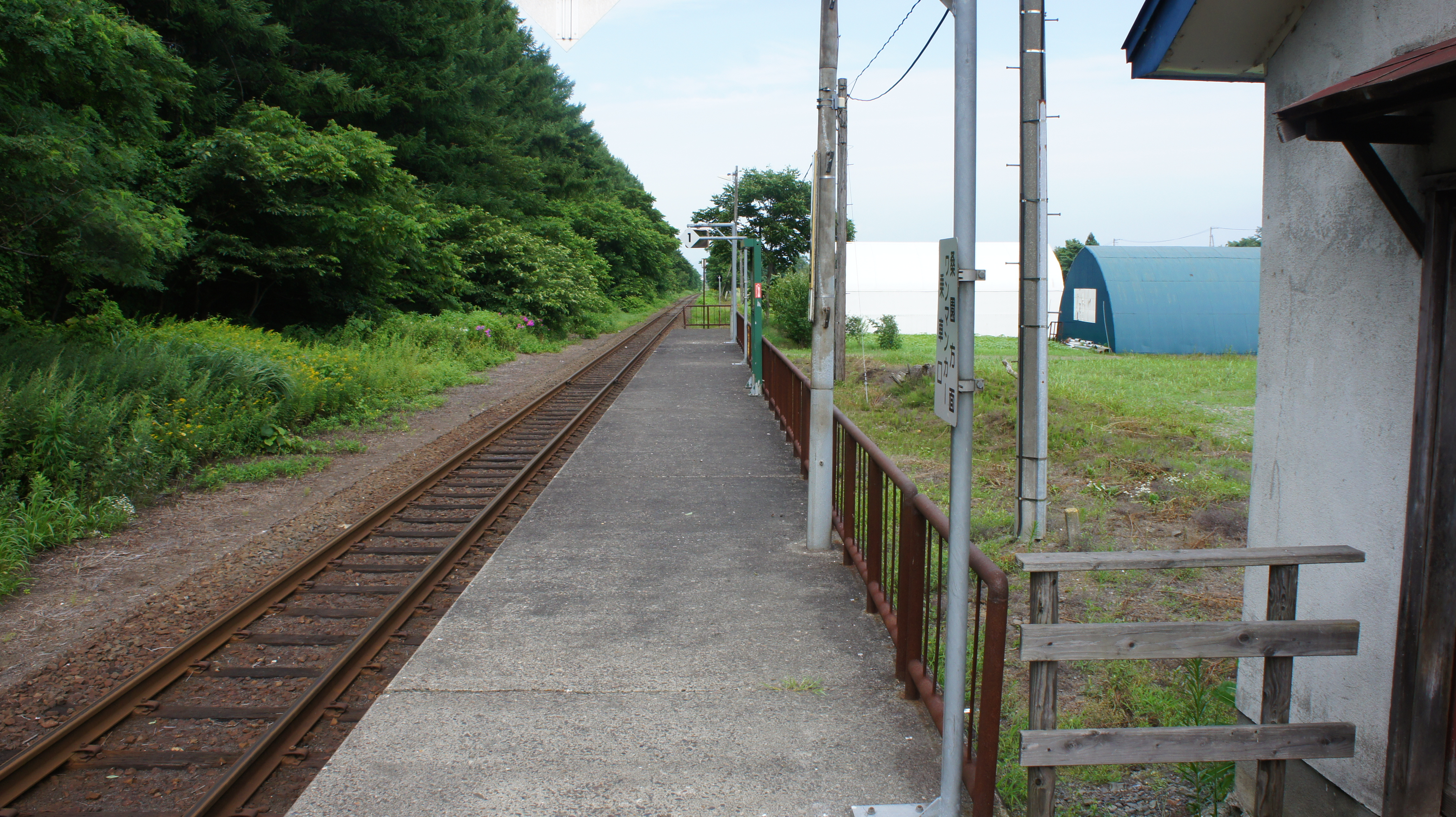
ホーム（2017年8月）
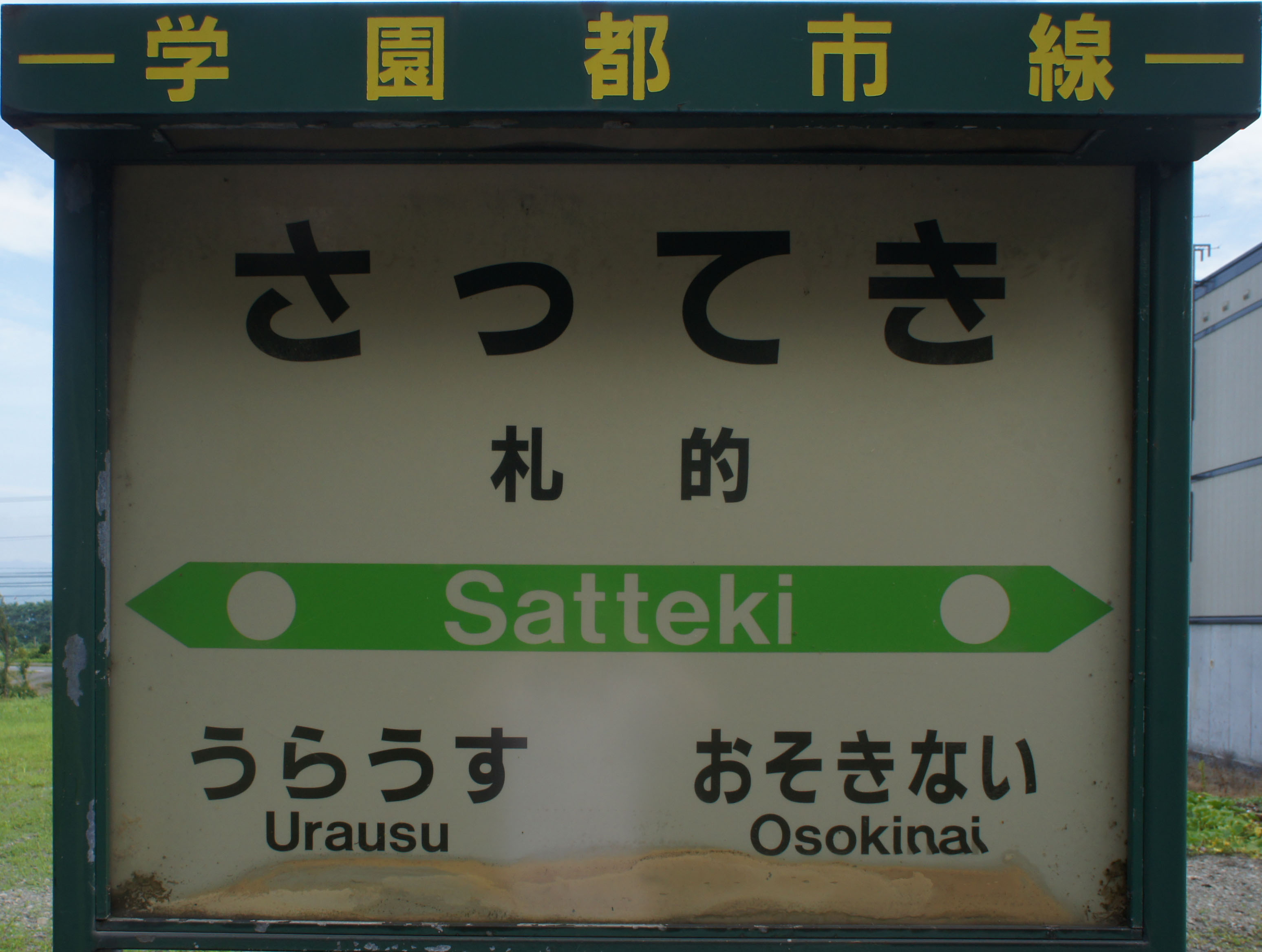
駅名標（2017年8月）

## 利用状況
- 2011 - 2015年（平成23 - 27年）の乗降人員調査（11月の調査日）平均は「10名以下」[報道 5]。
- 2012 - 2016年（平成24 - 28年）の乗車人員（特定の平日の調査日）平均は1.6人[報道 6]。
- 2013 - 2017年（平成25 - 29年）の乗車人員（特定の平日の調査日）平均は1.6人[報道 7]。
- 2014 - 2018年（平成26 - 30年）の乗車人員（特定の平日の調査日）平均は1.4人[報道 8]、乗降人員調査（11月の調査日）平均は「3名以下」[報道 9]。
- 2015 - 2019年（平成27 - 令和元年）の乗車人員（特定の平日の調査日）平均は1.0人[報道 10]。

## 駅周辺
小さい街がある。農村地帯である。
- 国道275号
- 會賓桜しいたけ飯店本店（中華料理店。駅ノートを管理している）
- 美唄自動車学校（ビジコータクシー）月形浦臼線（札沼線廃止代替路線）「札的駅通」停留所[7]
  - もとはジェイ・アール北海道バス（石狩線）の停留所であったが、2003年の同地域撤退により浦臼町営バスへ移管。その後2020年の当駅を含む札沼線部分廃止のため、代替バス（月形浦臼線）の運行へと移行している。

## 隣の駅
北海道旅客鉄道（JR北海道）
札沼線（学園都市線）
晩生内駅 - 札的駅 - 浦臼駅